# Endopodit

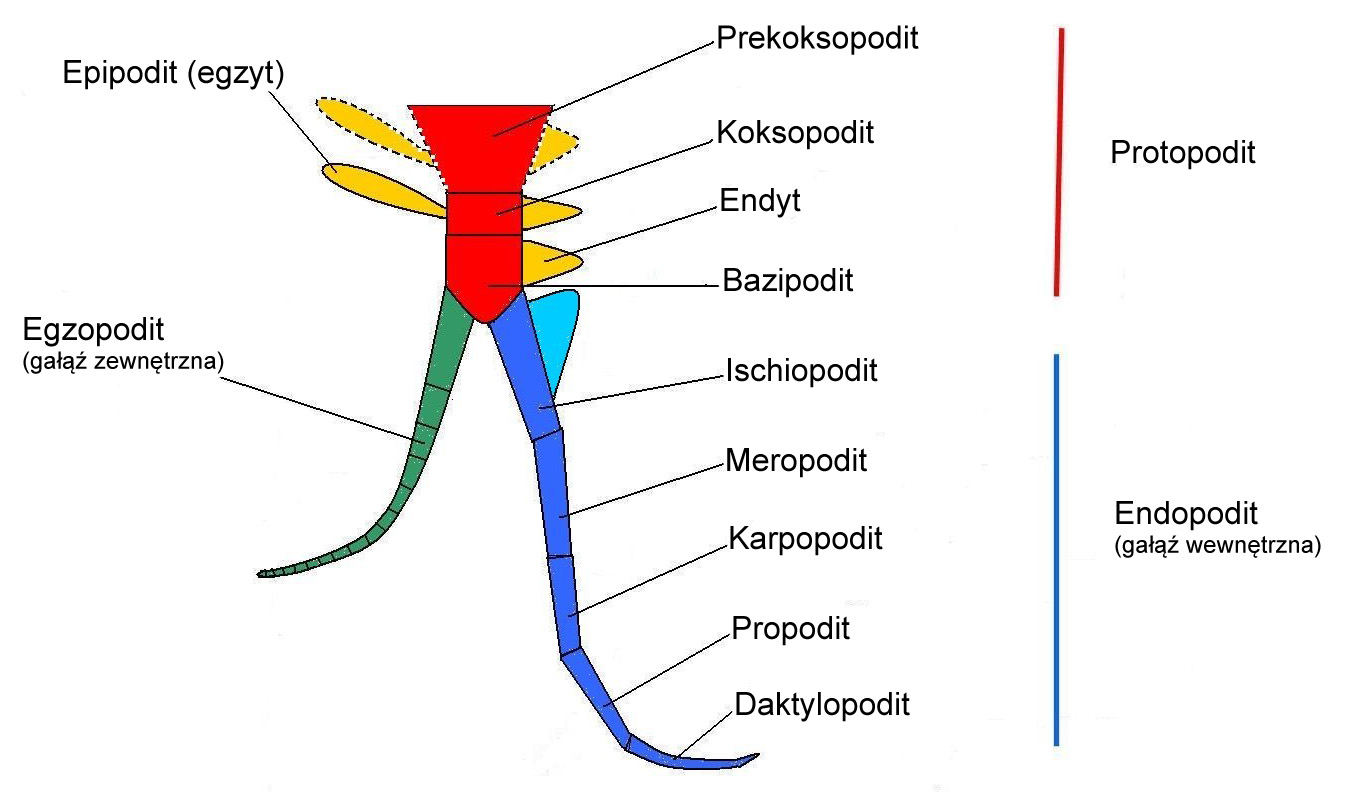
Odnóże dwugałęziste skorupiaka

Endopodit – gałąź wewnętrzna odnóża dwugałęzistego skorupiaków i jedyna gałąź odnóża jednogałęzistego.
Endopodit wyrasta z dystalnej części protopoditu (bazipoditu). U pancerzowców złożony jest z 5 członów: ischiopoditu, meropoditu, karpopoditu, propoditu i daktylopoditu, natomiast u innych skorupiaków liczba członów może być zwiększona lub zmniejszona: w przypadku odnóży tułowiowych skrzelonogów może być nieczłonowany, a w przypadku czułków małżoraczków i odnóży tułowiowych pąkli podzielony na liczne, drobne segmenty. Zwykle jest dłuższy od egzopoditu, ale niekiedy bywa od niego krótszy, a nawet całkiem zredukowany.
Endopodit wraz z bazipoditem określany jest jako telopodit, ale spotyka się też traktowanie tych określeń jako synonimy.